# X Games de Invierno Aspen 2013
La XVII edición de los X Games de Invierno se celebró en Aspen (Estados Unidos) entre el 24 y el 27 de enero de 2013 bajo la organización de la empresa de televisión ESPN.
Se disputaron pruebas de esquí acrobático y snowboard.

## Medallistas de esquí acrobático

### Masculino
| Evento     | Oro                             | Plata                              | Bronce                      |
| ---------- | ------------------------------- | ---------------------------------- | --------------------------- |
| Big air    | Henrik Harlaut · Suecia         | Kai Mahler · Suiza                 | Elias Ambühl · Suiza        |
| Slopestyle | Nicholas Goepper Estados Unidos | Henrik Harlaut · Suecia            | James Woods Reino Unido     |
| Superpipe  | David Wise Estados Unidos       | Torin Yater-Wallace Estados Unidos | Simon Dumont Estados Unidos |

### Femenino
| Evento     | Oro                                  | Plata                        | Bronce                 |
| ---------- | ------------------------------------ | ---------------------------- | ---------------------- |
| Slopestyle | Tiril Sjåstad Christiansen · Noruega | Kaya Turski · Canadá         | Dara Howell · Canadá   |
| Superpipe  | Maddison Bowman Estados Unidos       | Rosalind Groenewoud · Canadá | Megan Gunning · Canadá |

## Medallistas de snowboard

### Masculino
| Evento     | Oro                        | Plata                   | Bronce                   |
| ---------- | -------------------------- | ----------------------- | ------------------------ |
| Big air    | Torstein Horgmo · Noruega  | Mark McMorris · Canadá  | Ståle Sandbech · Noruega |
| Slopestyle | Mark McMorris · Canadá     | Maxence Parrot · Canadá | Seppe Smits · Bélgica    |
| Superpipe  | Shaun White Estados Unidos | Ayumu Hirano Japón      | Markus Malin · Finlandia |

### Femenino
| Evento     | Oro                           | Plata                              | Bronce                      |
| ---------- | ----------------------------- | ---------------------------------- | --------------------------- |
| Slopestyle | Jamie Anderson Estados Unidos | Šárka Pančochová · República Checa | Spencer O'Brien · Canadá    |
| Superpipe  | Kelly Clark Estados Unidos    | Elena Hight Estados Unidos         | Arielle Gold Estados Unidos |